# Nes (Vágur)

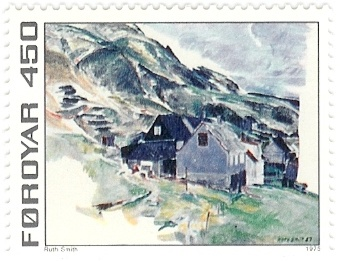
Ruth Smith: Nes. Färöische Briefmarke von 1975.

Nes [neːs] bei Vágur (dänischer Name: Næs) ist ein Ort der Färöer auf der Insel Suðuroy. Es gibt auch einen gleichnamigen Ort auf der Insel Eysturoy, siehe: Nes (Eysturoy).
- Einwohner: 35 (Stand: 2002?)
- Postleitzahl: FO-925
- Kommune: Vágs kommuna

Nes gilt heute als Vorort von Vágur, der zweitgrößten Stadt auf der Südinsel des Archipels am Vágsfjørður. Der Überlieferung zufolge gab es hier im 15. Jahrhundert Streitigkeiten um Feldgrenzen, die durch einen Ringkampf entschieden wurden.